# Maligne Canyon
Maligne Canyon är en kanjon i Kanada.   Den ligger i provinsen Alberta, i den centrala delen av landet, 3 100 km väster om huvudstaden Ottawa. Maligne Canyon ligger 1 130 meter över havet.
Terrängen runt Maligne Canyon är varierad. Runt Maligne Canyon är det mycket glesbefolkat, med 5 invånare per kvadratkilometer.. Närmaste större samhälle är Jasper Park Lodge, 5,1 km sydväst om Maligne Canyon.
I omgivningarna runt Maligne Canyon växer i huvudsak barrskog.